# Teis
San Salvador de Teis es una parroquia y barrio del municipio de Vigo, cuya parte meridional forma parte del núcleo urbano. 
Está situada en las faldas del monte de la Guía y del monte de la Madroa. Limita con el centro de Vigo, Candeán, Sampayo y San Juan del Monte.

## Demografía

#### Evolución demográfica histórica
Evolución demográfica según los censos.
| Gráfica de evolución demográfica de Teis entre 2001 y 2021 |
|                                                            |

     Población de derecho según los censos de población del INE.     Población de hecho según los censos de población del INE.

### Núcleos de población
- Mouta (A Mouta)
- Paradela (A Paradela)
- Pugariño (O Pugariño)
- Rorís
- Paraixal (O Paraixal)
- Presa (A Presa)

| - Arnela - Cacharela - A Calzada - Cancelo - Os Caños - A Chumba - As Coutadas | - O Espiñeiro - A Ferreira - As Flores - Foxos - Frián - A Guía - Guixar | - A Igrexa - A Lagoa - O Laranxo - Maceiras - O Montecelo - A Oliveira - Padín | - Poulo - A Punta - A Ribeira - Ríos - A Rotea - Santa Tegra - Tizón | - Tobel - O Toural - Trapa - Travesán - O Troncal - O Valbarda - A Xorxa |

## Historia
En Teis se encontraron restos paleolíticos (bifaces) que constatan la presencia en esa época de grupos de cazadores en la zona. También se han hallado restos neolíticos (petroglifos datados en el calcolítico). No obstante, se desconoce exactamente cuándo se asentó permanentemente la población en el lugar. Se sabe de asentamientos castreños (romanizados como el de la Guía) y romanos en el barrio. Durante la década de 1950 se encontraron restos romanos, entre los que destaca una prensa de aceite que probablemente pertenecía a una villa romana, localizada precisamente en un lugar llamado hoy en día la Oliveira. Los primeros datos históricos conservados son de 1145 d. C.

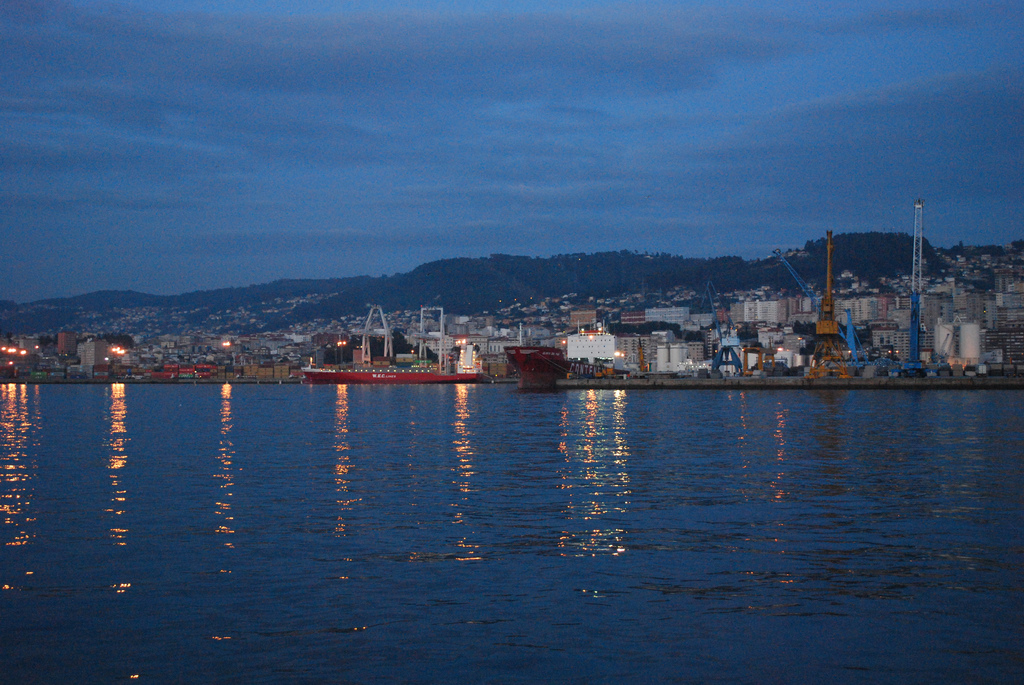
Guixar.

En los siglos XVI y XVII, Teis vivía bajo el señorío de Pedro Fernández de Castro y Andrade, conde de Lemos. En el siglo XIX pasaría al cabildo de Tuy.

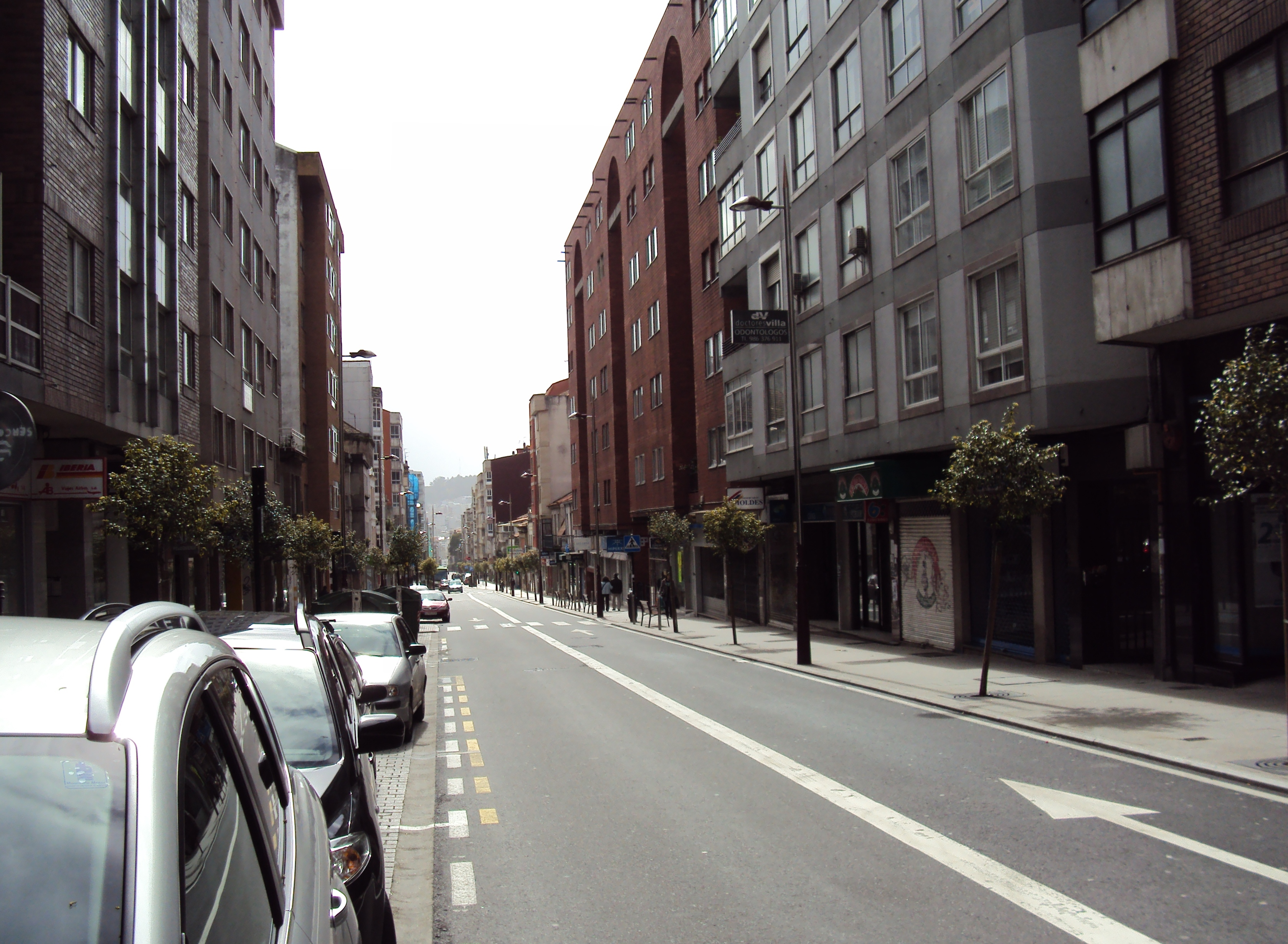
Avenida de Sanjurjo Badía.

En el siglo XVI Teis sufrió los ataques de la flota del pirata Francis Drake y fue asolado.
Originariamente, Teis fue un barrio de pescadores localizado en Guixar. Pronto el lugar fue ocupado por astilleros de barcos en madera y otras manufacturas relacionadas con el mar. Aún hoy en día, pese al avance de los edificios, se pueden encontrar ruinas de aquellos antiguos astilleros, que estaban localizados en viviendas y en pequeños talleres construidos durante los siglos XVII y XIX.

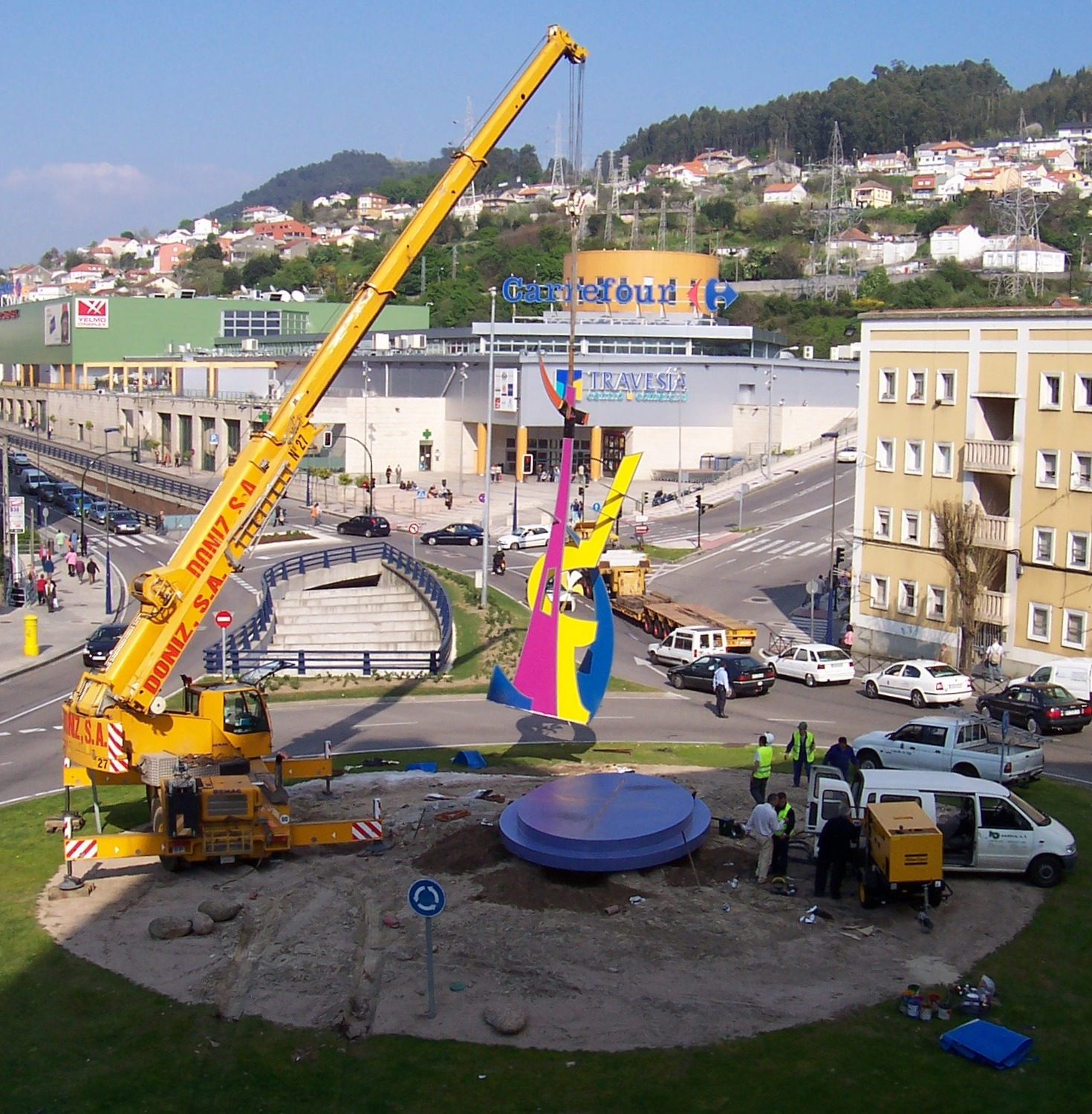
Instalación realizada en 2007, en Troncal.

Desde el foco de Guixar, Teis se extendió rápidamente por la falda del monte de la Madroa. Progresivamente, Teis fue absorbido por Vigo, perdiendo toda posibilidad de crecimiento autónomo. Se convirtió enseguida en una barriada obrera y marinera. Durante el crecimiento de la ciudad de Vigo a lo largo de los siglos XIX y XX, Teis fue el barrio al que acudían en aluvión los emigrantes procedentes mayoritariamente de la provincia de Orense y, en menor medida, de León, que llegaban a la ciudad. Así, por ejemplo, en 1914 se construyó el tranvía que unía Teis y Chapela con Vigo, con el objetivo declarado de transportar a los trabajadores hasta Vigo.

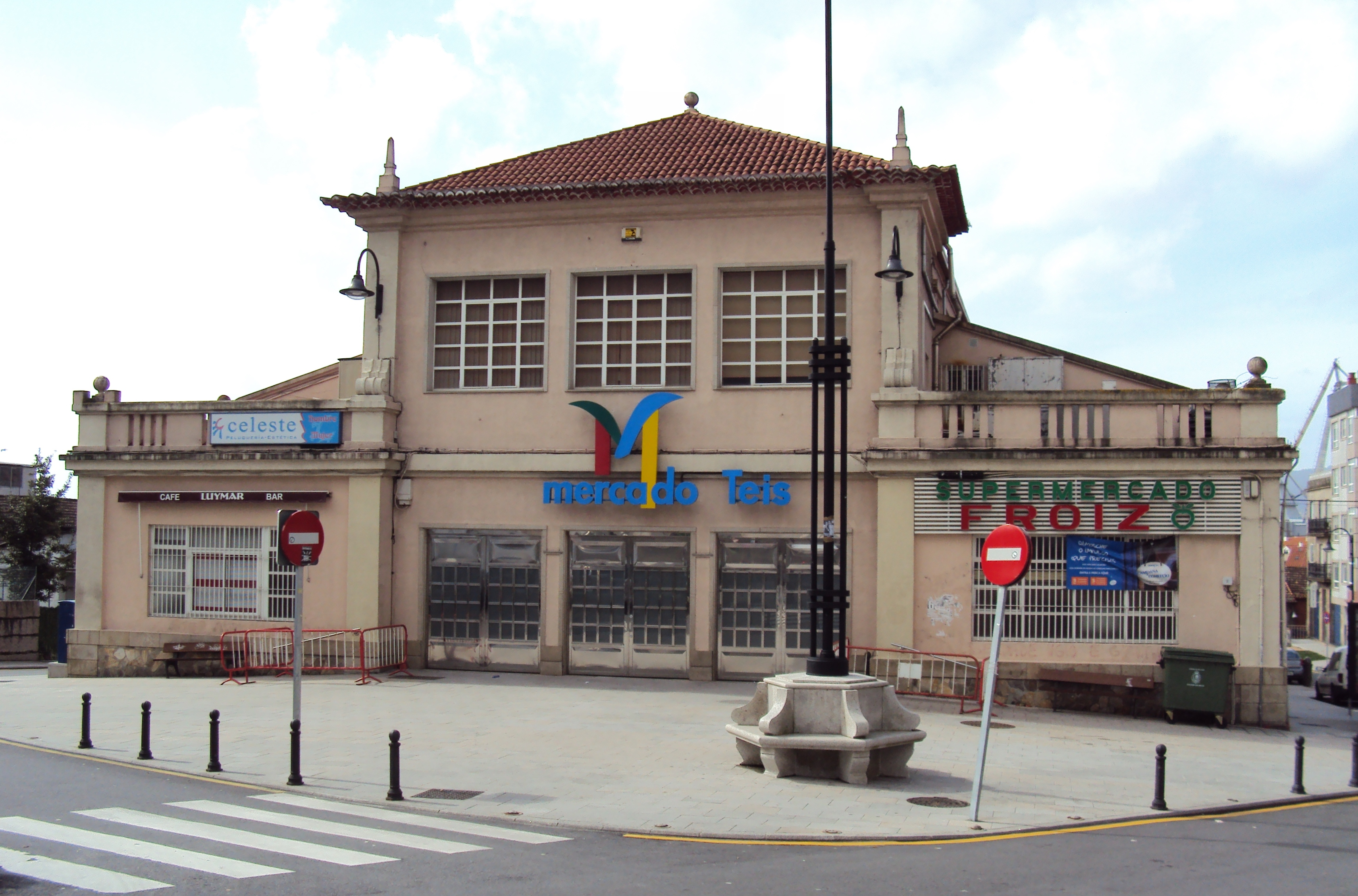
Plaza de abastos.

En el XX la franja litoral de Teis fue invadida por los astilleros, entre los que destacaban Vulcano, dedicado principalmente a la construcción de buques pesqueros, y Astilleros y Construcciones (ASCON), en Ríos, empresa fundada en 1969 y cuyo cierre fue decretado por el gobierno de Felipe González (PSOE) en 1984, en plena crisis del sector naval. Sus instalaciones las ocupó un nuevo astillero, MetalShips & Docks, actualmente en actividad.

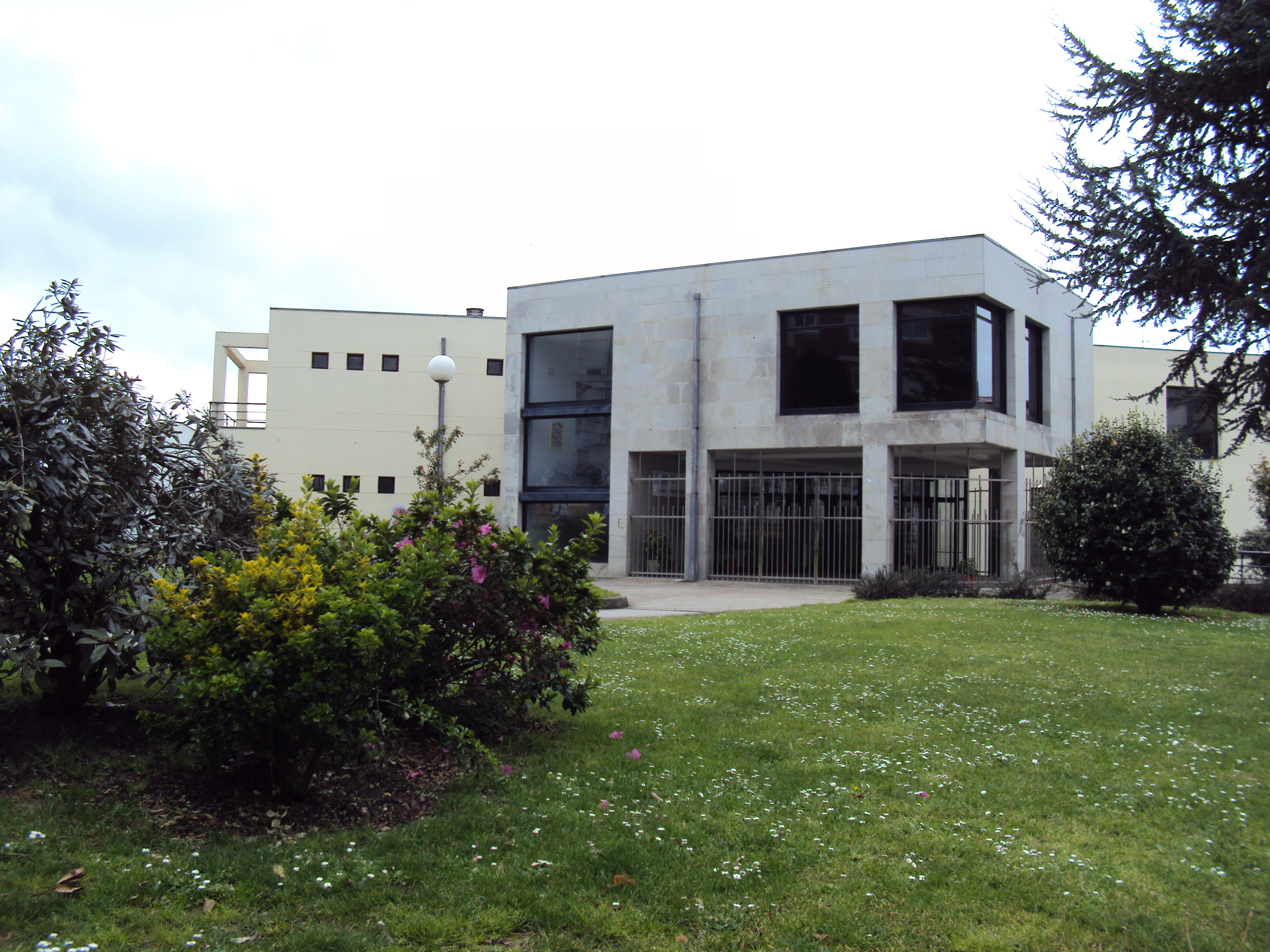
Centro sociocomunitario.

Durante un breve período en el año 1936, Teis consiguió la condición de ayuntamiento, segregándose del ayuntamiento de Lavadores. No obstante, a finales de 1936 fue restituido a Lavadores. Precisamente, Teis, junto a Lavadores, fueron los últimos reductos de resistencia al golpe de Estado de 1936, el cual originó en ambos barrios una fuerte represión que duraría toda la guerra y gran parte de la posguerra. La progresiva proletarización del barrio lo convirtió en foco de luchas obreras contra el franquismo. Acosado por la crisis del petróleo de 1973 y por el previsible final del franquismo, aparecieron diversas organizaciones de ideología marxista-leninista que se enfrentaron al régimen. Los GRAPO, Organización Obrera (OO) y otros sindicatos ilegales contaban con afiliados en el barrio e influían poderosamente sobre los trabajadores del metal. Algunos de los militantes clandestinos, como Moncho Reboiras, Abelardo Collazo y su hermano Ángel, Alonso Riveiro o José González (Pepiño), vivían o trabajaban en Teis. Abelardo Collazo y Alejandro López Vilas crearon la Asociación Cultural de Teis durante esos años. En este cuadro de contestación social y política se constituye en 1976 la Asociación de Vecinos de Teis, siendo la primera asociación vecinal de Vigo legalmente establecida.

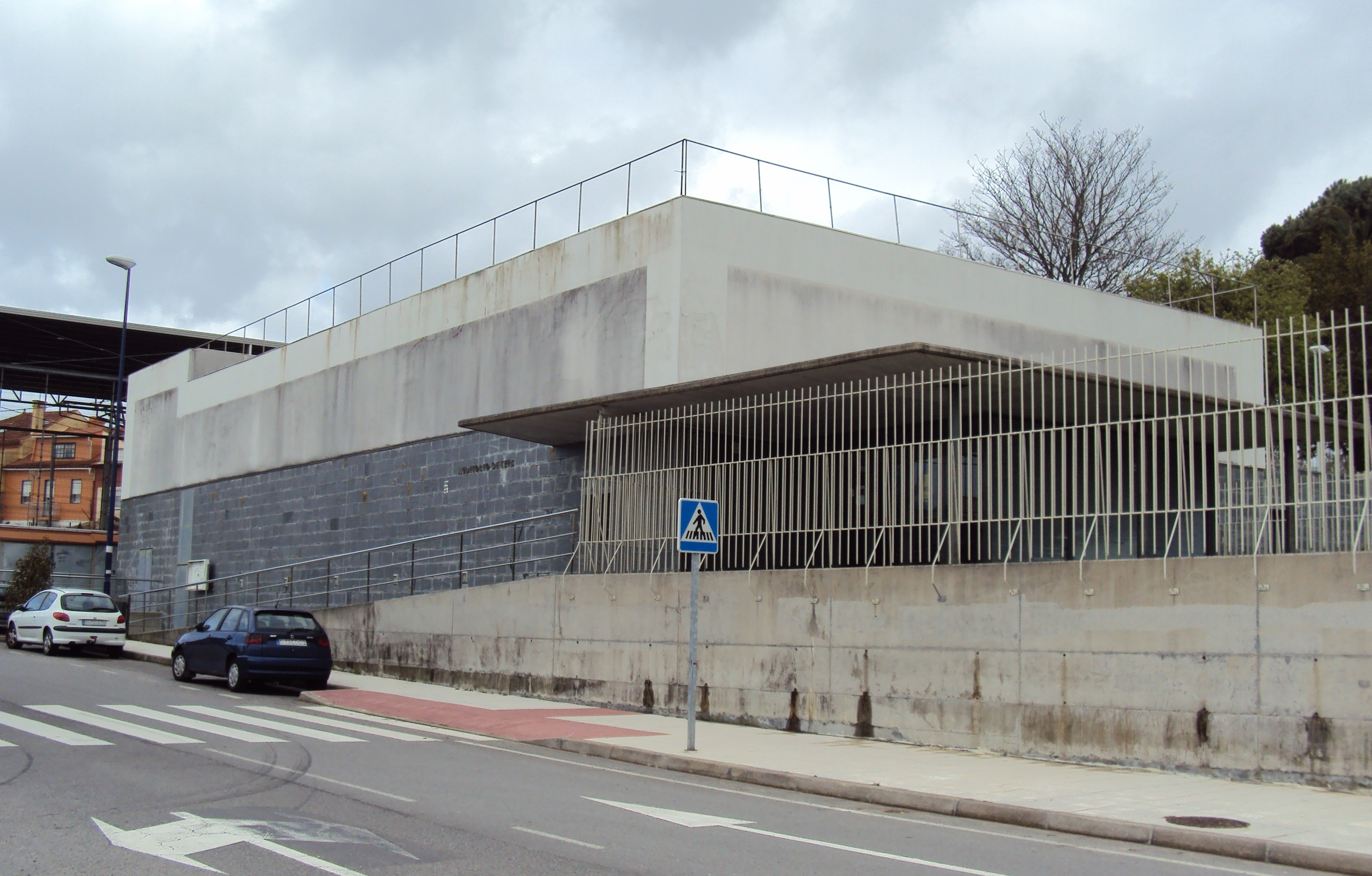
Auditorio municipal de Teis.

Con la restitución democrática en España, la lucha obrera devaluó en su sentido político. Así con todo, continuó la conflictividad laboral. Los astilleros de Vigo, entre ellos, Vulcano y ASCON, sufrieron una dura reconversión ordenada en 1982 por el gobierno dirigido por el PSOE. Las protestas y manifestaciones se repitieron en el barrio durante años. Finalmente, poco se consiguió y los astilleros de Teis fueron prácticamente desmantelados.

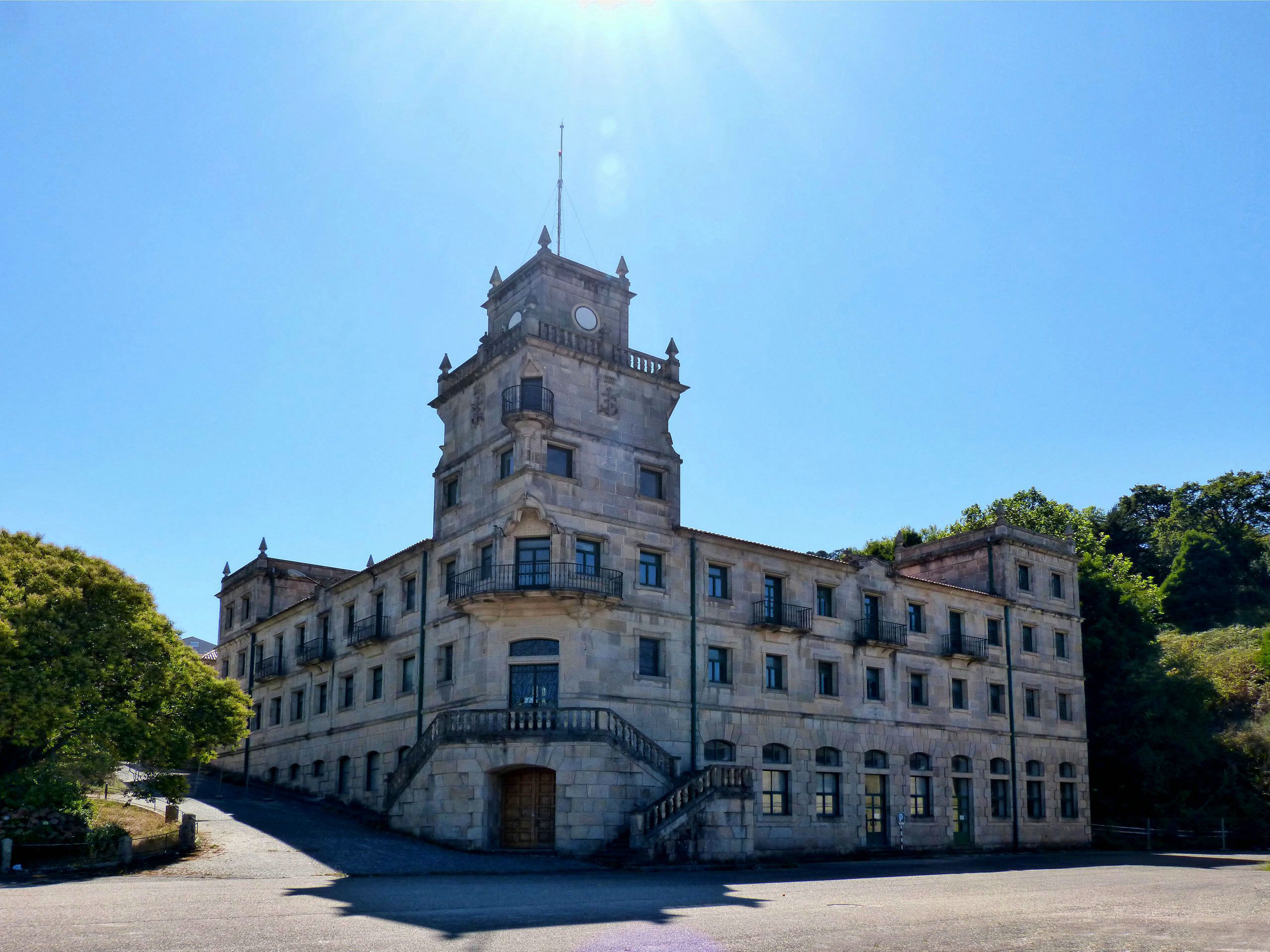
ETEA.

Todas estas reivindicaciones, tanto durante el franquismo como durante la restauración borbónica, crearon en el ánimo de los habitantes de Teis el convencimiento de ser un barrio marginado y olvidado, en el que abundaban instalaciones peligrosas como los depósitos de CAMPSA, en Guixar, o enclaves como los extensos terrenos ocupados por la Armada española en la Escuela de Transmisiones y Electricidad de la Armada (ETEA) al tiempo que existía una manifiesta carencia de servicios e instalaciones públicas. Esta arraigada conflictividad explotó violentamente cuando el Ayuntamiento de Vigo, presidido por Carlos González Príncipe (PSdeG-PSOE), ordenó, en contra de la opinión de los vecinos, la instalación de una planta empacadora de basuras en el muelle de Guixar. Era 1994, y el conflicto se convirtió pronto en una revuelta vecinal que se prolongó durante meses y que provocó una fuerte represión policial, que despertó en los vecinos el recuerdo de los peores tiempos. Finalmente, la revuelta desgastó el prestigio del PSOE local, lo que supuso un gobierno municipal del PPdeG, partido que prometió retirar la planta empacadora. Esta promesa nunca se cumplió.

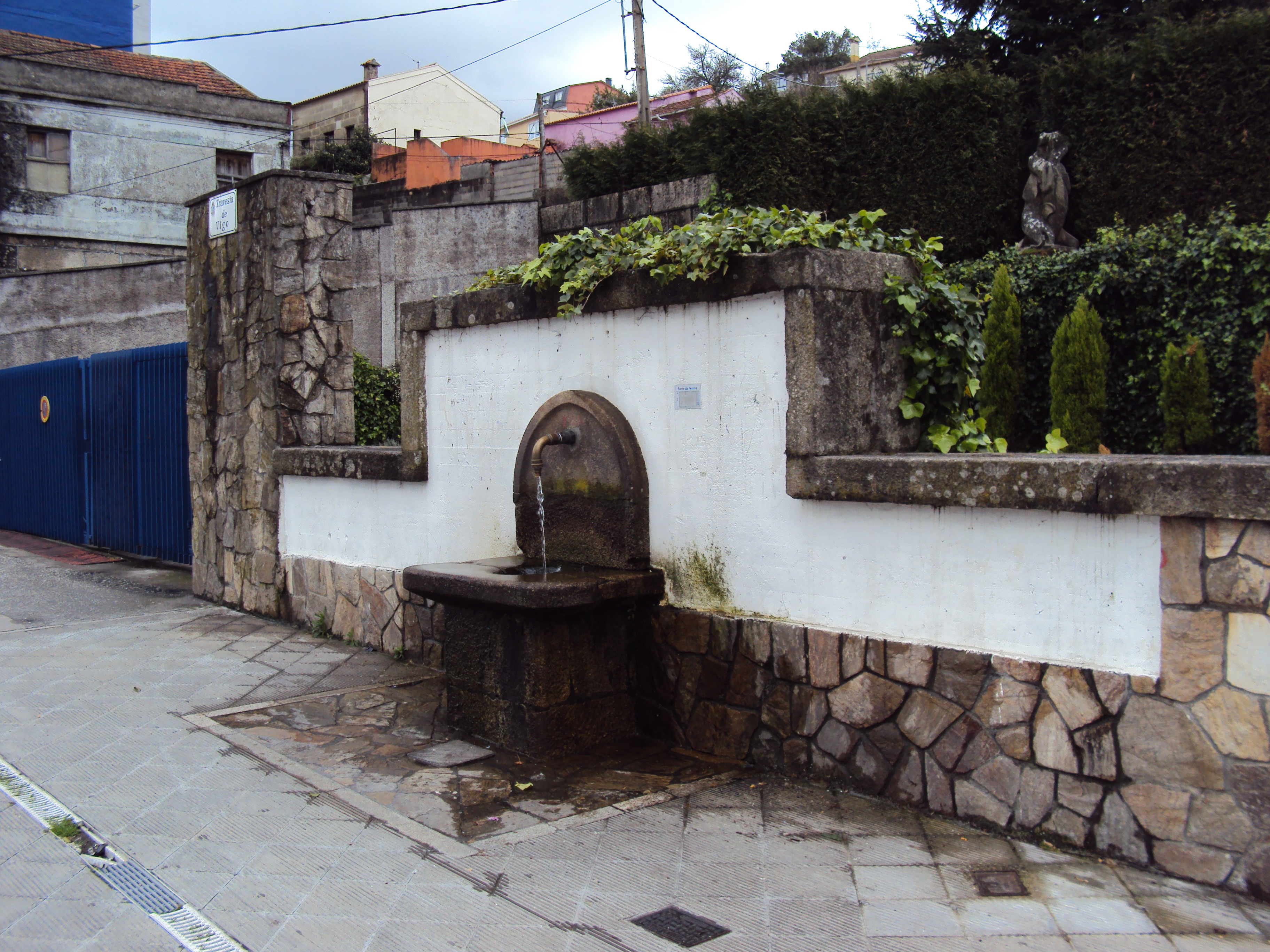
Fuente de Fenosa.

## Morfología
Se trata de uno de los barrios históricos de Vigo. Teis se alarga desde el comienzo de la avenida de Sanjurjo Badía hasta la parroquia de Chapela (ya lindante con el ayuntamiento de Redondela) de oeste a este y desde frente al mar, en Guixar, hasta la travesía de Vigo de norte a sur. El barrio de Teis se esparce por unos 5,80 kilómetros cuadrados costeros y tiene una población aproximada de unos 25 000 habitantes. Es uno de los barrios vigueses más densamente poblados.
El barrio se expandió alrededor del mercado de abastos, situado en el lugar del Toural. Consta de un casco urbano antiguo prácticamente desaparecido y una aglomeración urbana caótica y desordenada alrededor de la avenida de Sanjurjo Badía, que divide el barrio en dos mitades. Su orografía es complicada y está atrapado entre el mar y el voluminoso monte de la Madroa. El barrio, acostado sobre esta estrecha franja, presenta un elevado desnivel, pues pasa del nivel del mar a los 350 metros de altitud de la Madroa en escasos kilómetros. El monte de la Guía, que desciende hasta el mar, tiene 100 metros de altura.

## Infraestructuras y urbanismo
Pese a estar plenamente integrado en el casco urbano de la ciudad más populosa de Galicia, Teis conserva trazos de un distante origen rural y marinero. Al lado de modernas edificaciones y de vías públicas tan importantes en el territorio, como las líneas férreas, la autopista AP-9 y la autovía VG-20, conviven viviendas unifamiliares, minúsculas explotaciones agrarias, fincas y huertas, chalets y descampados. La zona de Guixar, por ejemplo, no tenía sistema de alcantarillado hasta finales de la década de 1990. Además el barrio, principalmente la avenida de Sanjurjo Badía, sufre un intenso tráfico, tanto de turismos como de camiones, por ser ruta a Pontevedra y por la situación de zonas industriales en su franja marítima.

## Teis en la literatura
Xosé Luís Méndez Ferrín sitúa a su heterónimo Dosinda Areses, veterana galleguista fundadora de la UPG, en Espiñeiro. Las crónicas de Dosinda Areses, firmadas en Teis, fueron publicadas entre 1979 y 1983 en El Pueblo Gallego, Hoja del Lunes y A Nosa Terra, siendo recopiladas por Edicións Xerais de Galicia en 1998.
El Teis de los años 70 y 80 del siglo XX es escenario y protagonista de la novela publicada en 2004 por Editorial Galaxia, Generación Perdida, de Francisco Castro.

## Teis y la Iglesia Católica
Teis pertenece a la Diócesis de Tuy-Vigo. De hecho, en Teis está situada la sede del Obispado, concretamente en la calle Doctor Corbal. Teis tiene algunos de los templos más interesantes de Vigo. Entre ellos, destacan la Ermita de Nuestra Señora de las Nieves, un pequeño templo proyectado por Manuel Gómez Román en 1951 y levantado en lo alto del monte de A Guía, y la Iglesia de Nuestra Señora de las Nieves, de la que depende la ermita. Esta iglesia organicista de 1968 es obra del arquitecto gallego Xosé Bar Boo siendo un magnífico ejemplo de la arquitectura funcional.

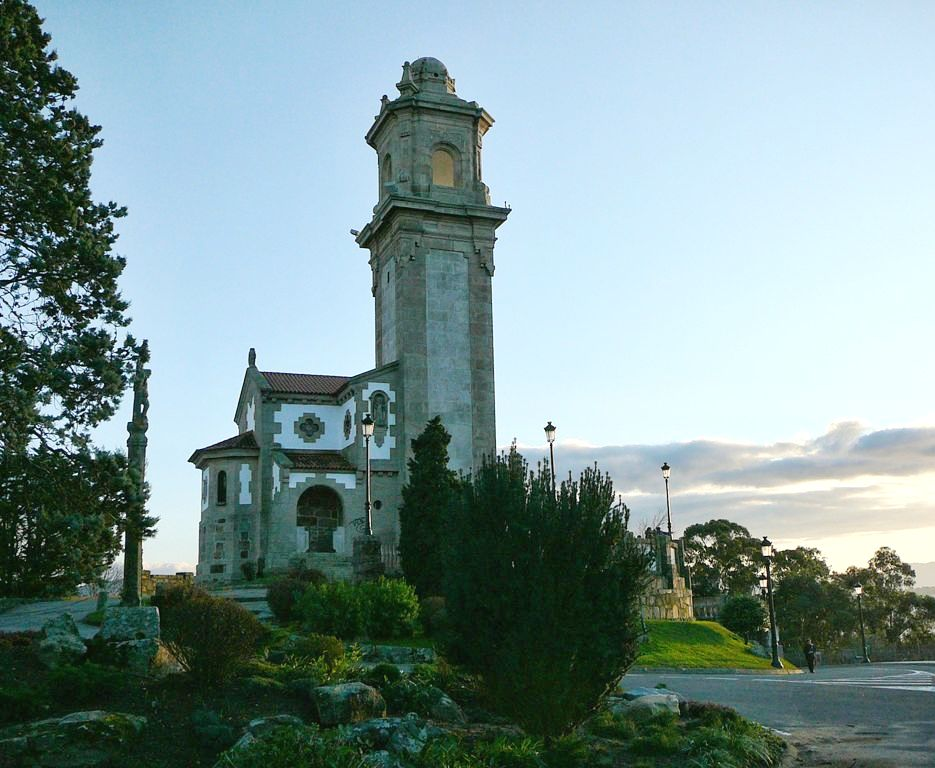
Ermita de Nuestra Señora de las Nieves.
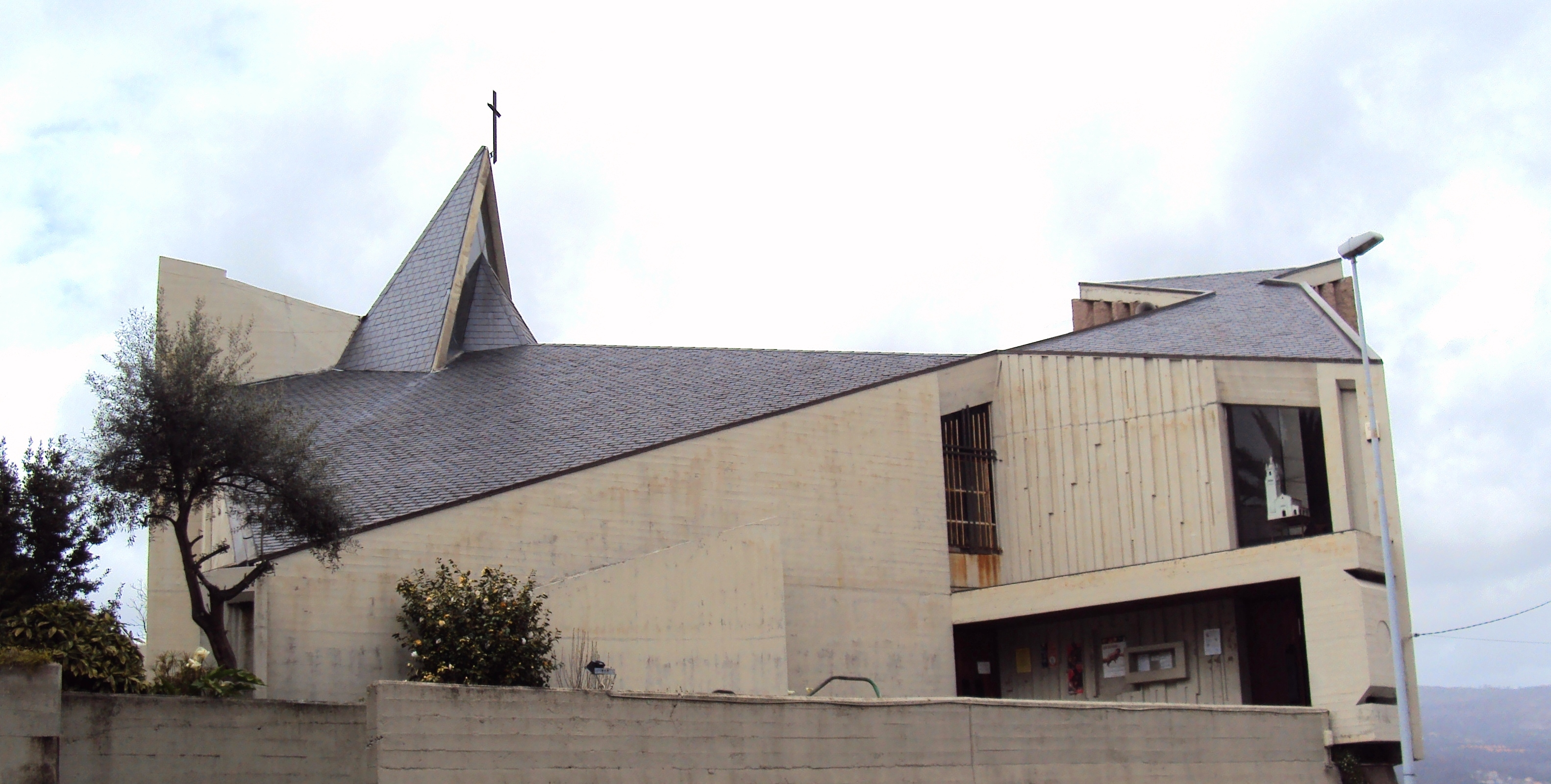
Iglesia de Nuestra Señora de las Nieves.
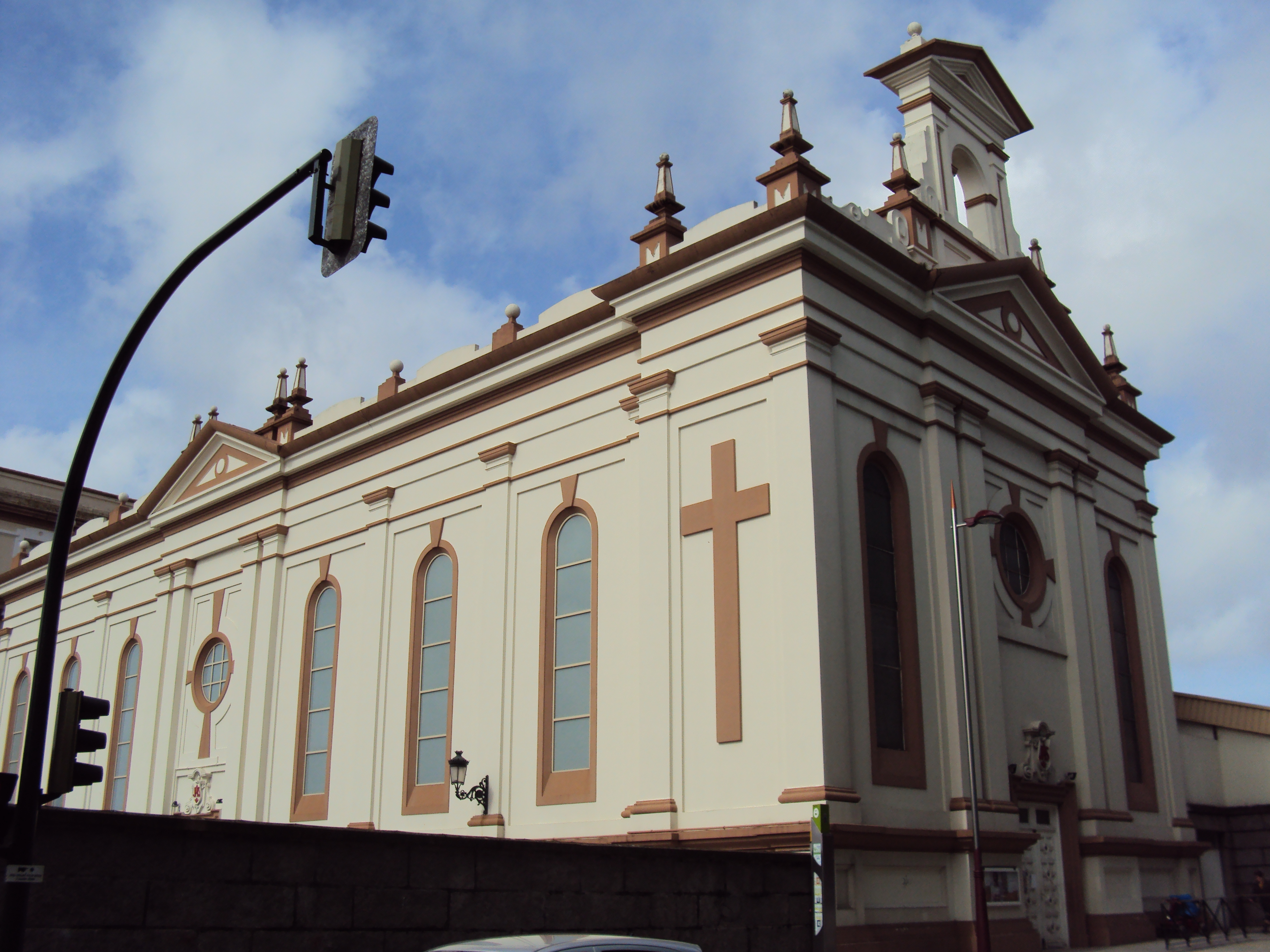
Iglesia de San Francisco Javier.
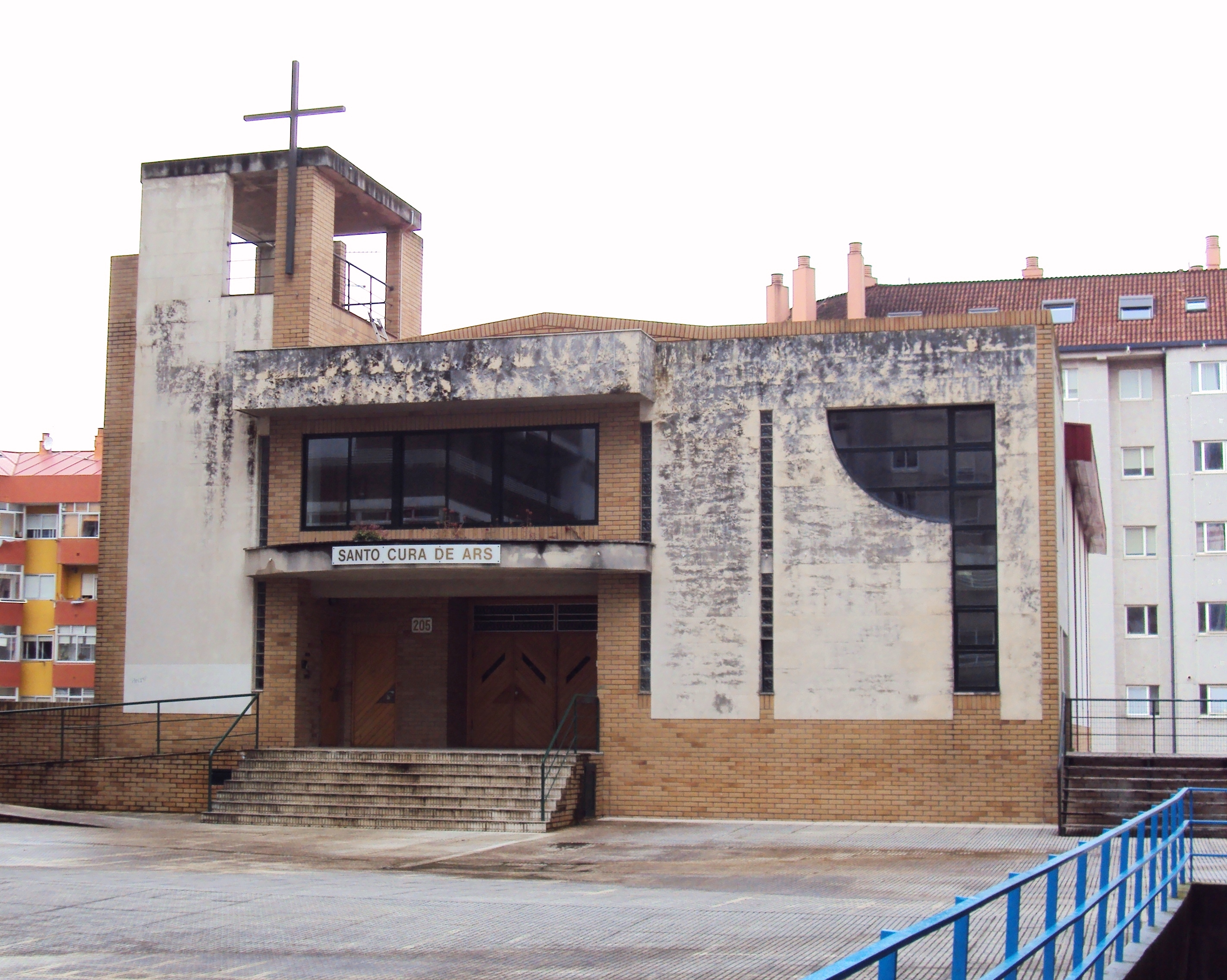
Iglesia del Santo Cura de Ars.
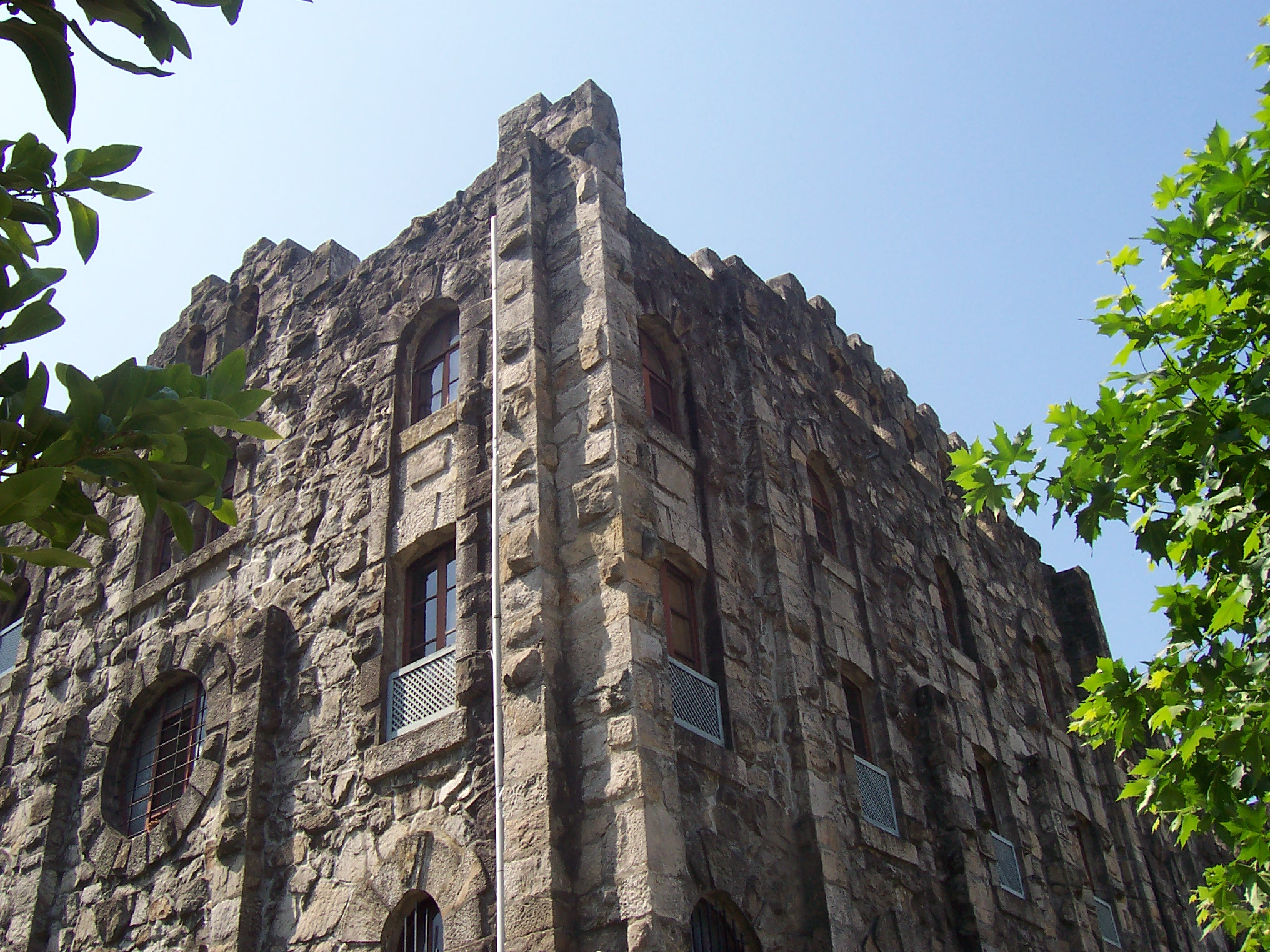
Monasterio de la Visitación de las Salesas Reales.
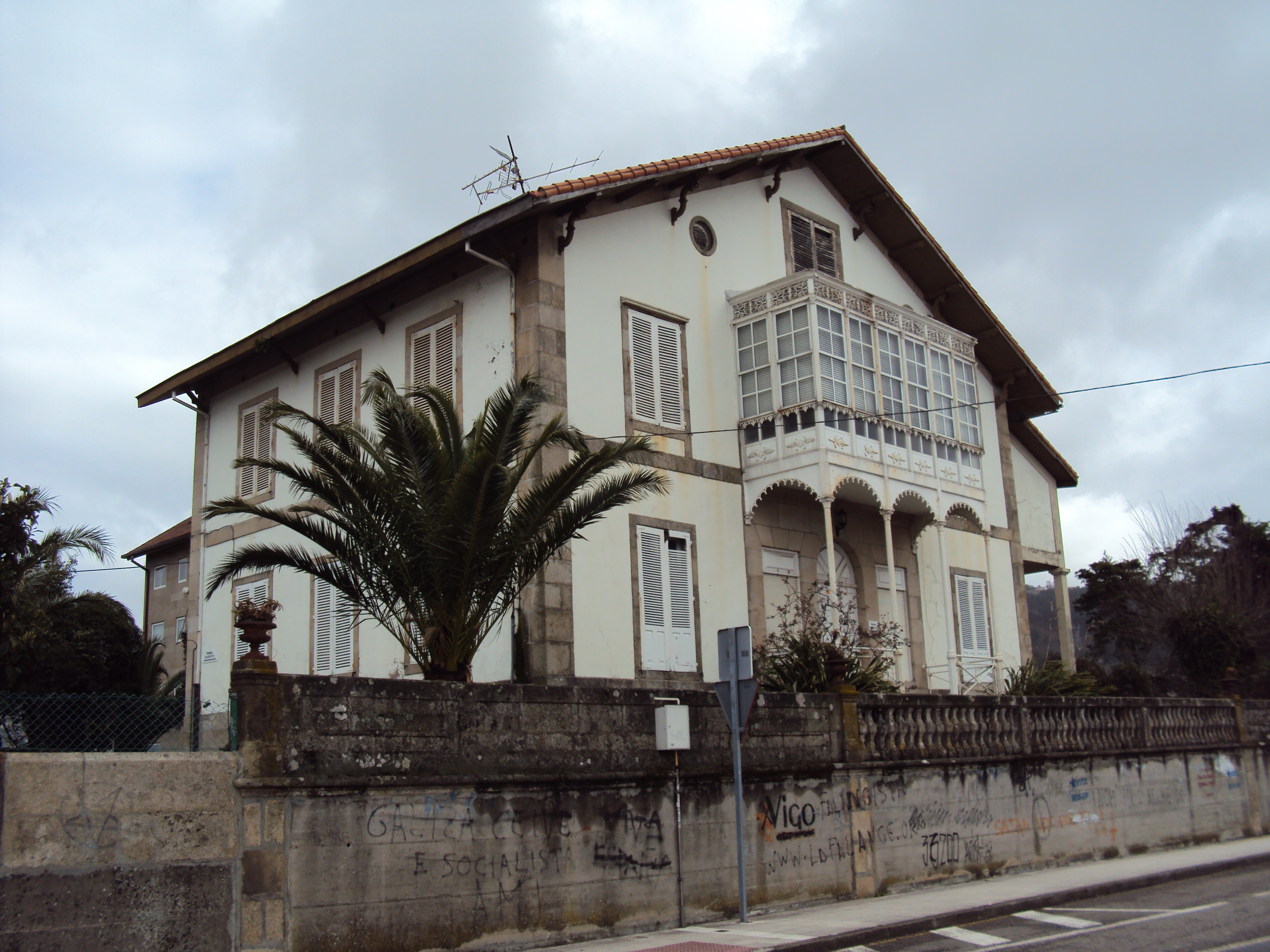
Tribunal eclesiástico.

En el barrio se encuentran también la parroquias de Santo Ignacio de Loyola, de estilo neohistoricista y que pertenece a la Compañía de Jesús, la del Santo Cura de Ars, de reciente construcción, o la de San Francisco Javier. Destaca igualmente el Monasterio de la Visitación de las Salesas Reales, sorprendente obra del arquitecto Antonio Palacios. Camino de Chapela, se encuentra el hogar de los Hermanos Misioneros de los Enfermos Pobres, que nació en 1967 y que acoge a vagabundos y marginados.

## Espacios naturales

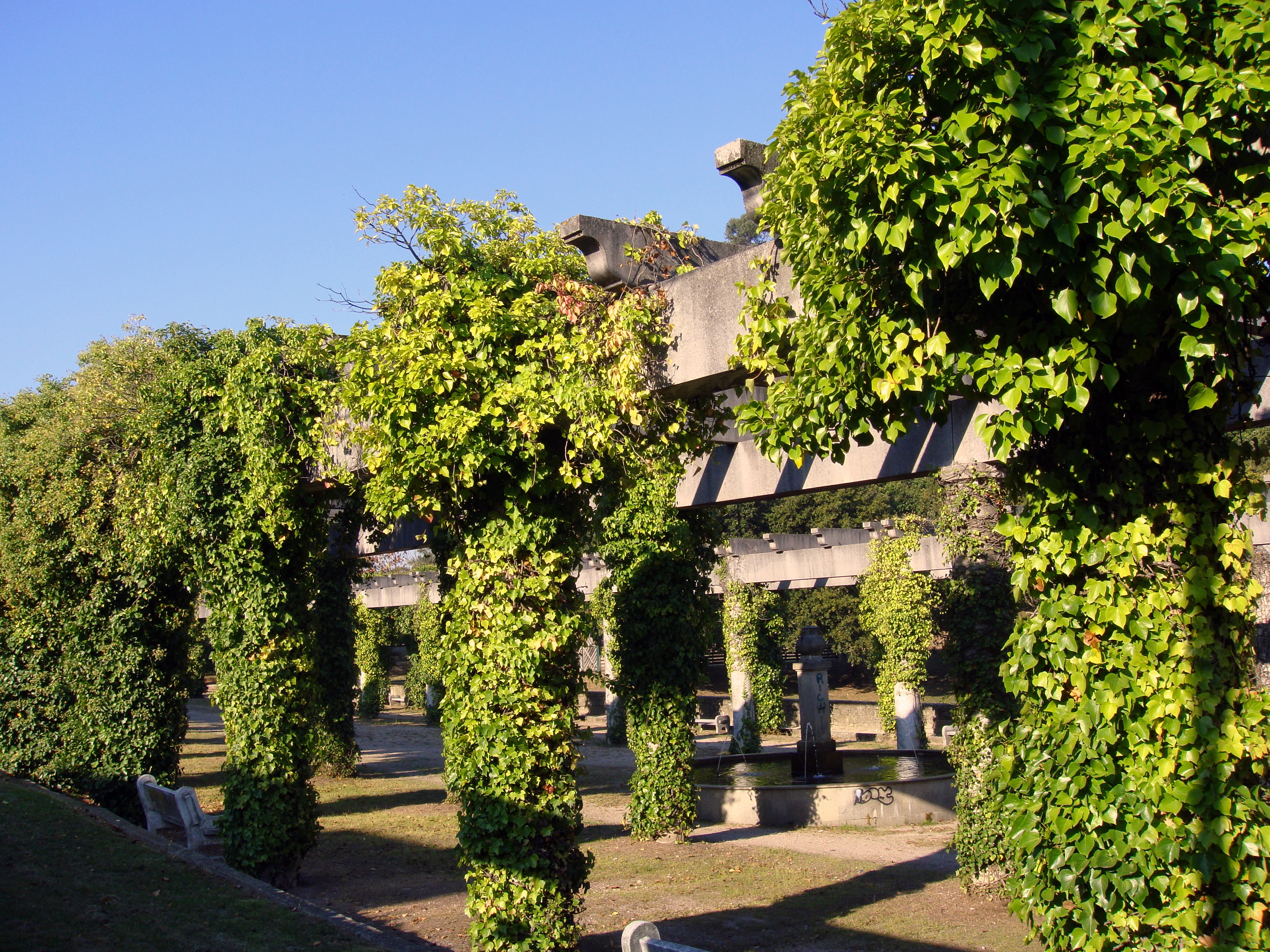
Parque de la Riouxa.

Teis también tiene áreas verdes muy importantes y, en algún caso, conservadas en un estado semisalvaje. En el barrio se pueden visitar el centenario robledal de la Guía, el Parque de la Riouxa, diseñado por el arquitecto Ricardo Bofill, el parque de la Madroa con un inmenso pinar y ejemplos de abedules, alcornoques, castaños, robles, etcétera. Teis también tiene algunos de los miradores más hermosos sobre la ría de Vigo, como el de la ermita del monte de la Guía, el faro situado en el mismo monte o el monte de la Madroa.
En cambio, el litoral de Teis está muy deteriorado. Desde mediados de la década de 1990 diversos colectivos, entre ellos la Asociación de Vecinos del barrio, reivindican la recuperación y conservación de los escasos arenales que aún perduran. El resto del litoral de Teis yace bajo rellenos y muelles, principalmente el muelle de Guixar, construido a finales de la década de 1980 y actualmente infrautilizado. En 2005 el litoral de Teis sufrió una importante agresión con los rellenos ilegales y construcción, con la oposición de buena parte de los vecinos, de un macropuerto deportivo en la Lagoa promovido por la Autoridad Portuaria de Vigo. La playa más conocida del barrio, A Punta, fuera ya alterada en su morfología, a finales de 1990, luego de la controvertida construcción de un paseo marítimo.
En la franja marítima de la parroquia se encuentran ubicadas las siguientes playas: Calo del Faro, Fábrica, Lagoa, Manquiña, Ríos de dentro, Ríos de fuera, Suacasa, Mende y A Punta, estas dos últimas galardonadas con bandera azul por parte de la Asociación de Educación Ambiental y del Consumidor (ADEAC).

## Galería de imágenes

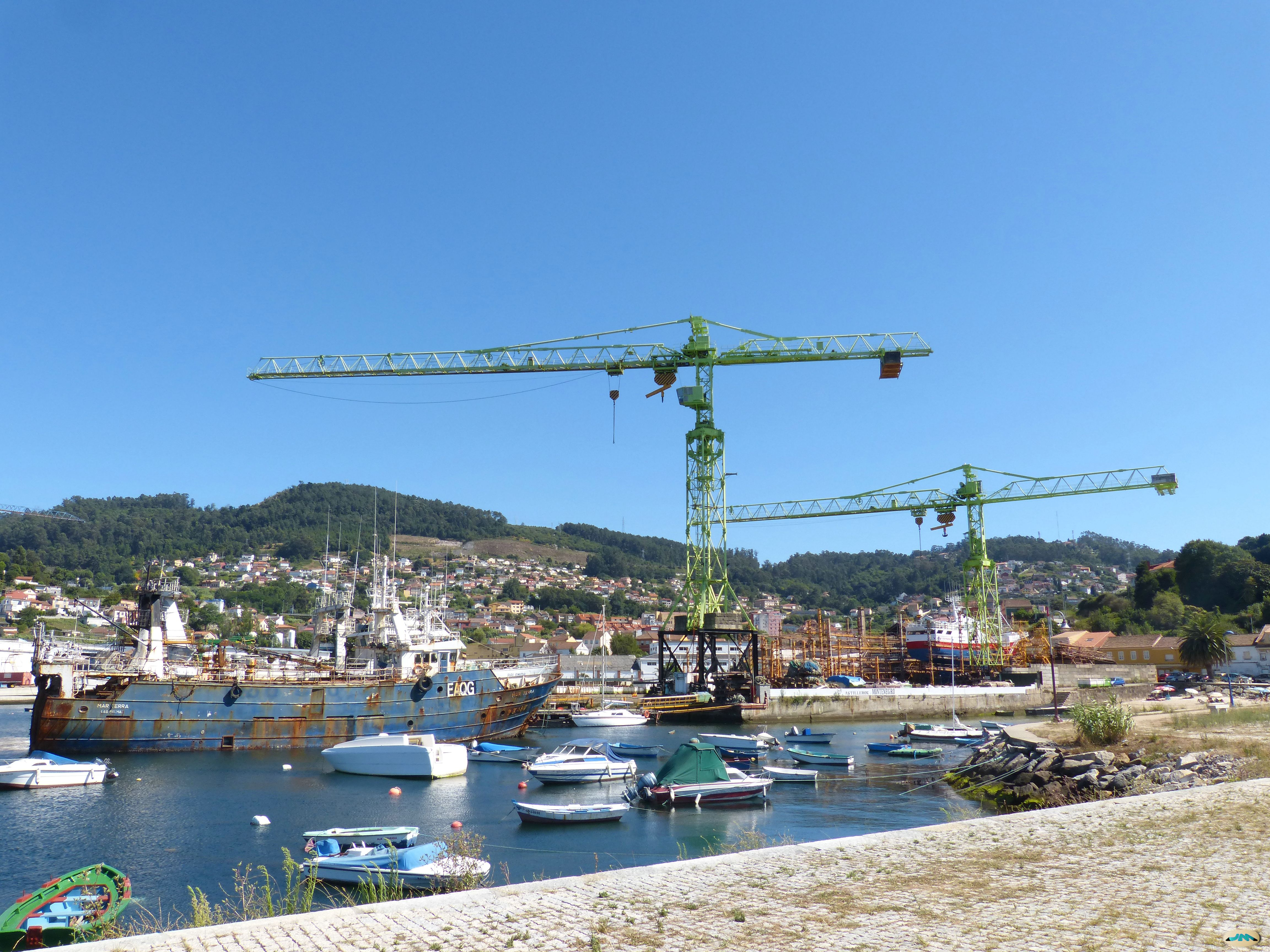
Astilleros Montenegro.
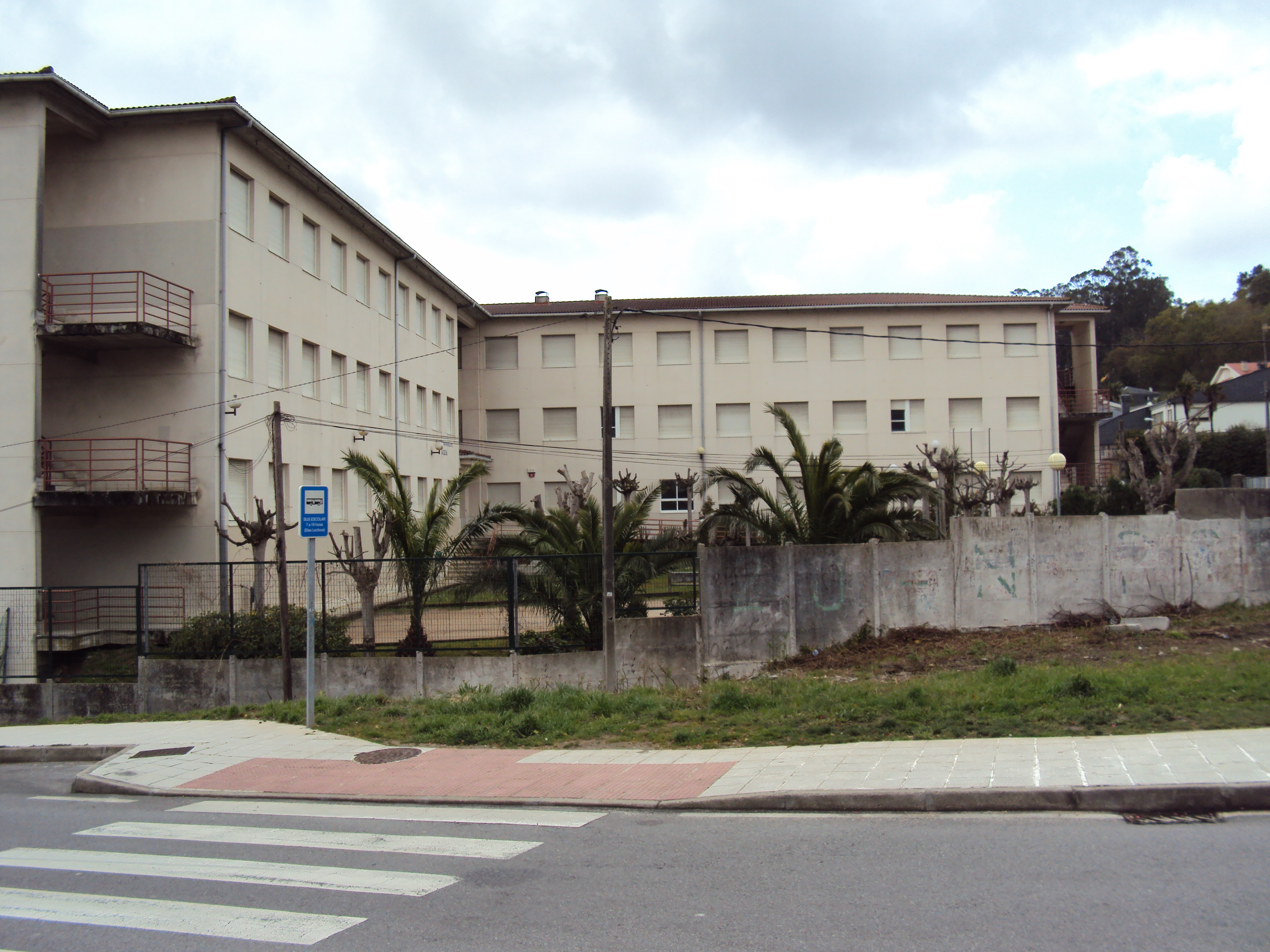
I.E.S. A Guía.
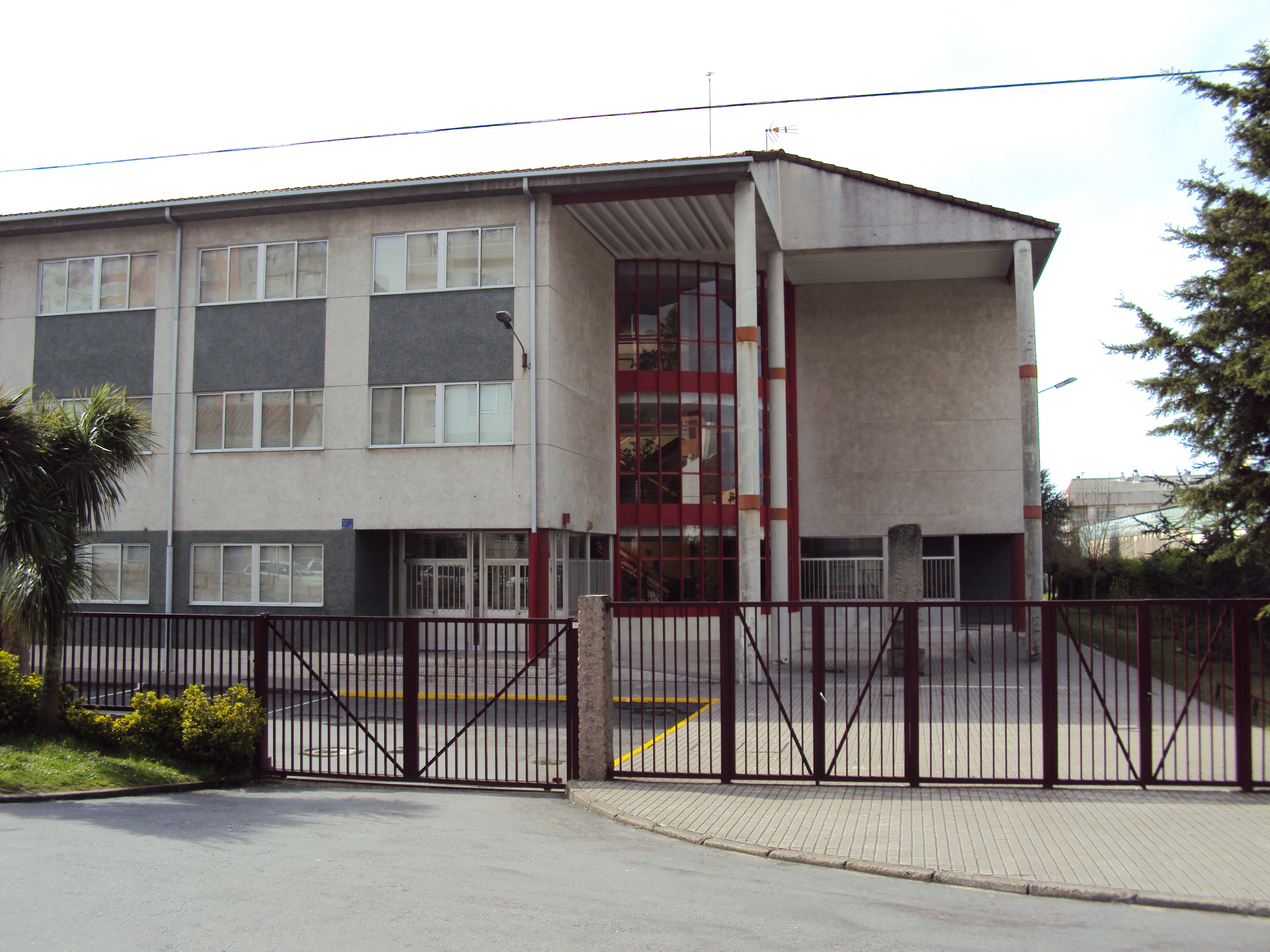
I.E.S. los Rosales II, en las Flores.
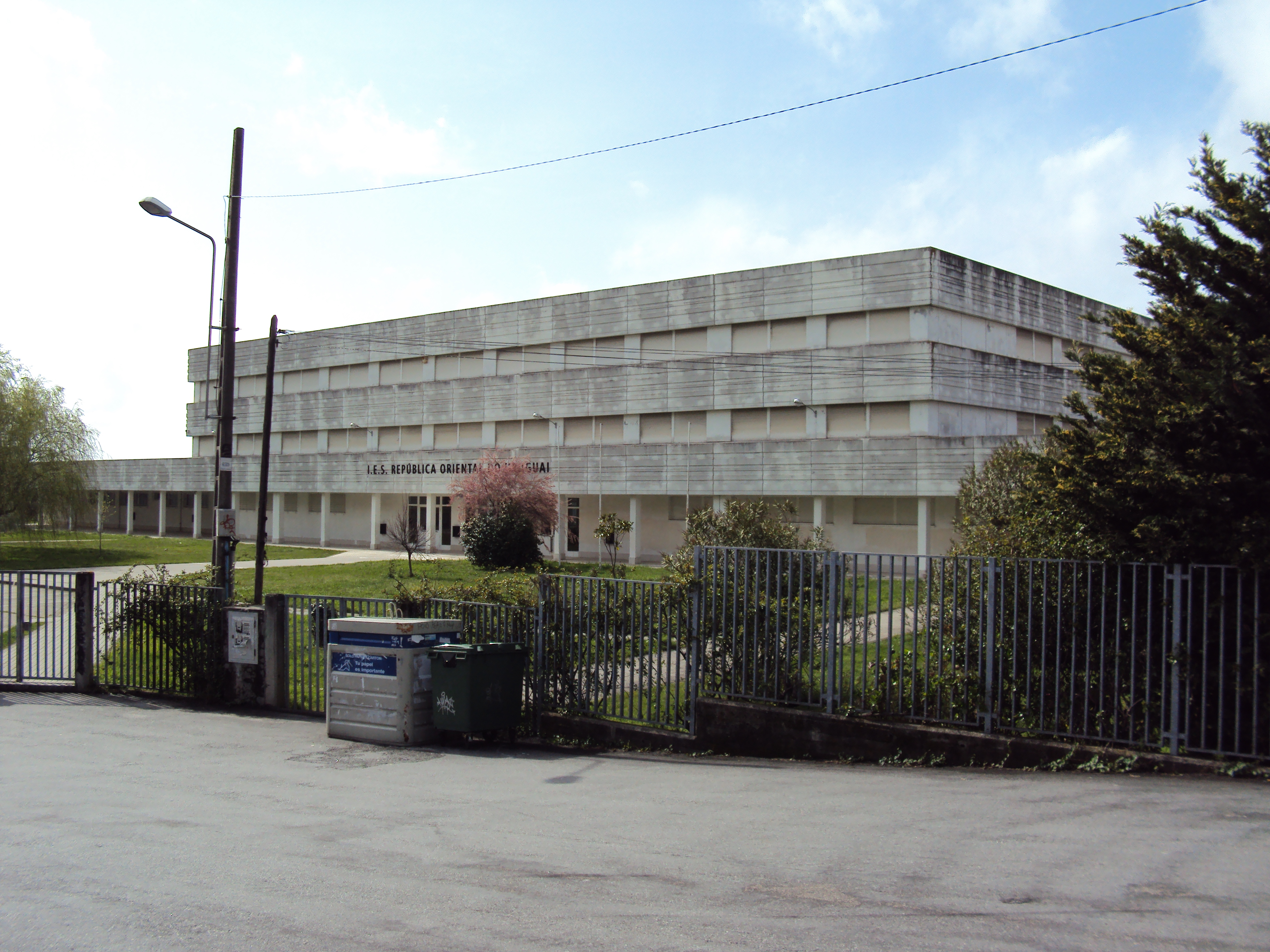
I.E.S. República Oriental del Uruguay.
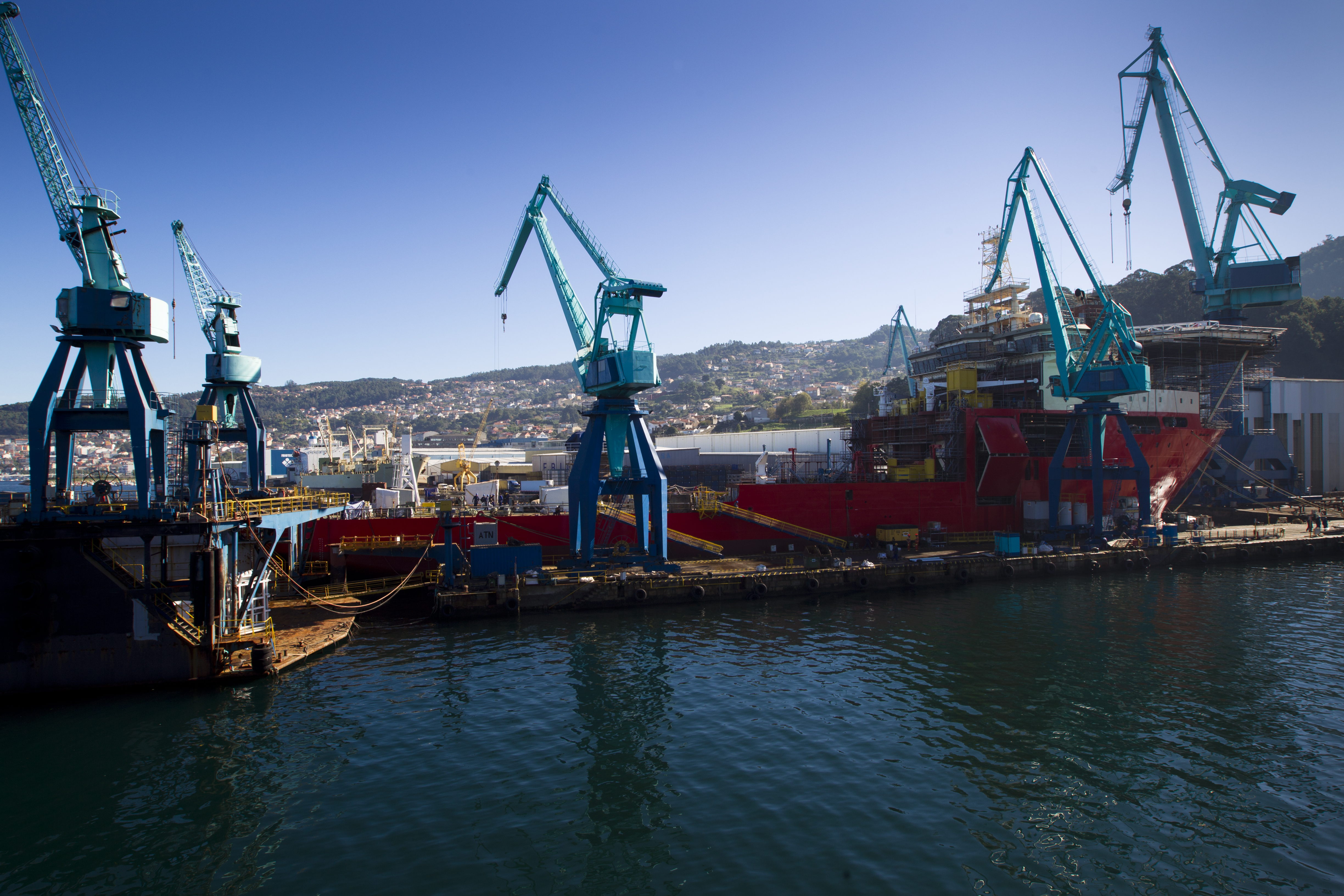
MetalShips & Docks.
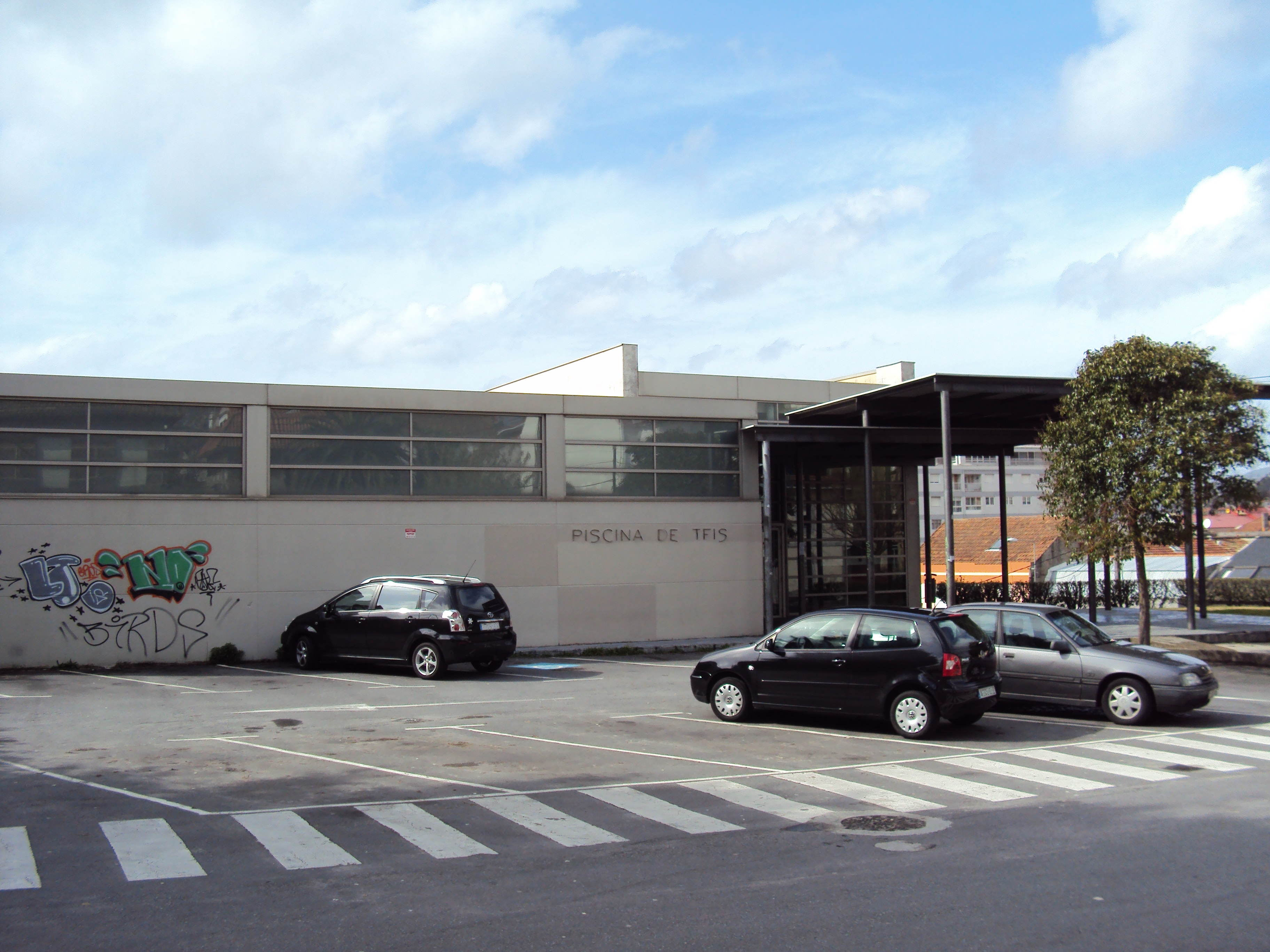
Piscina municipal.
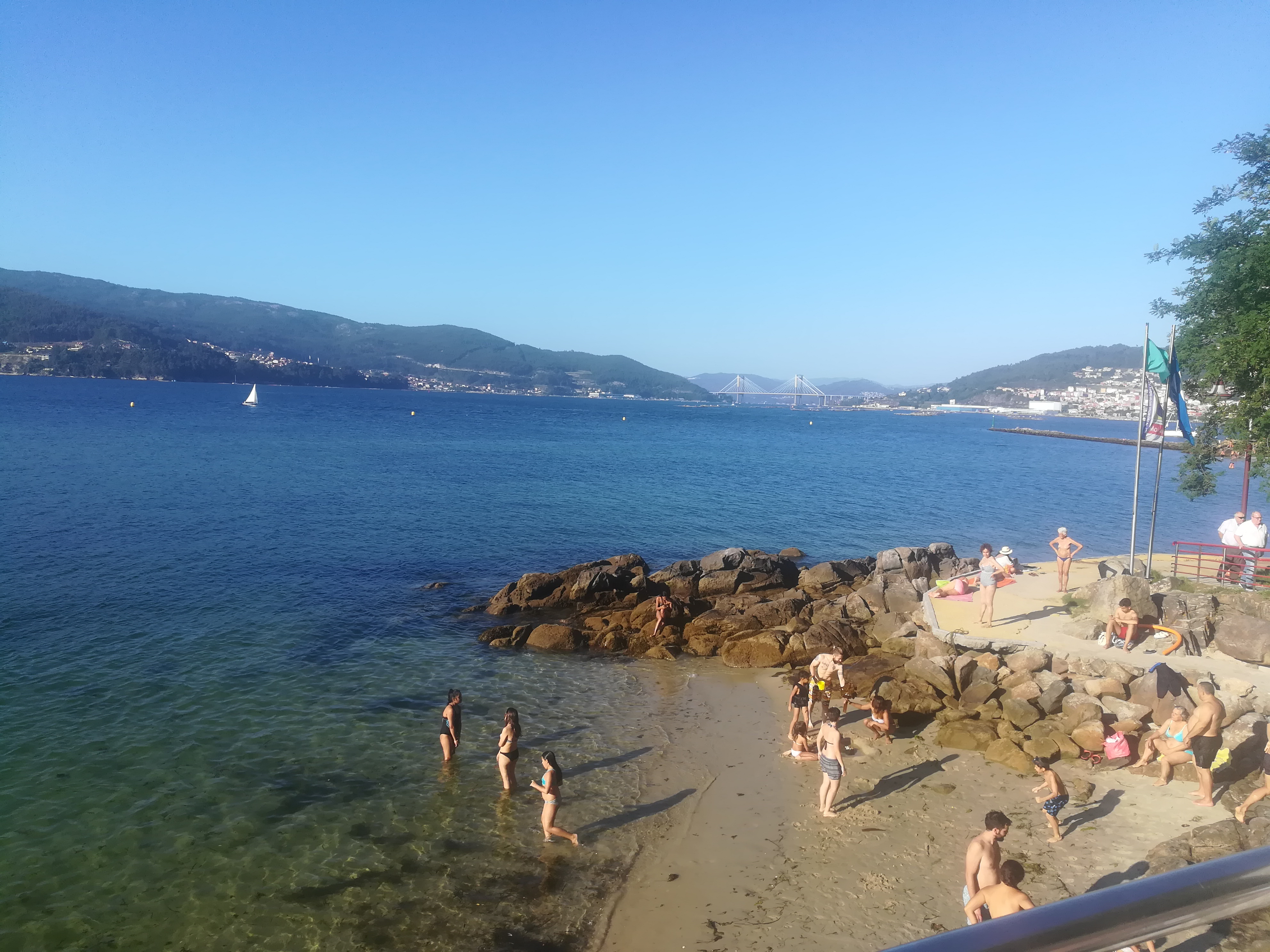
Playa de A Punta.
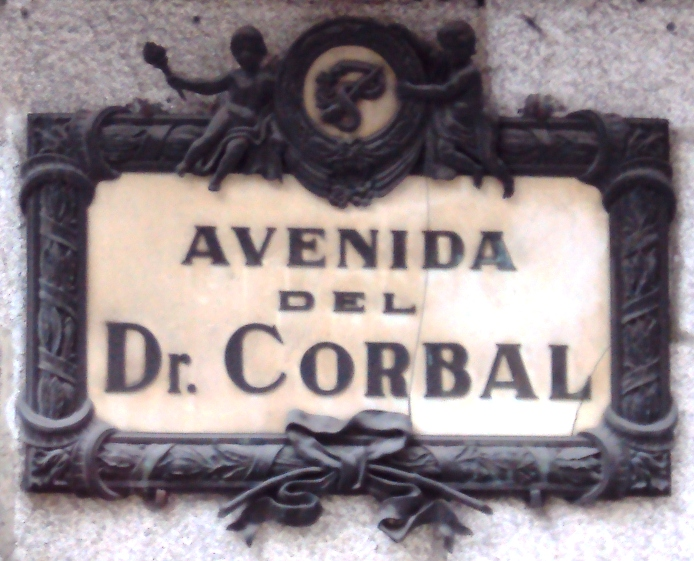
Placa catalogada.